# Kollegiatstift Eisgarn

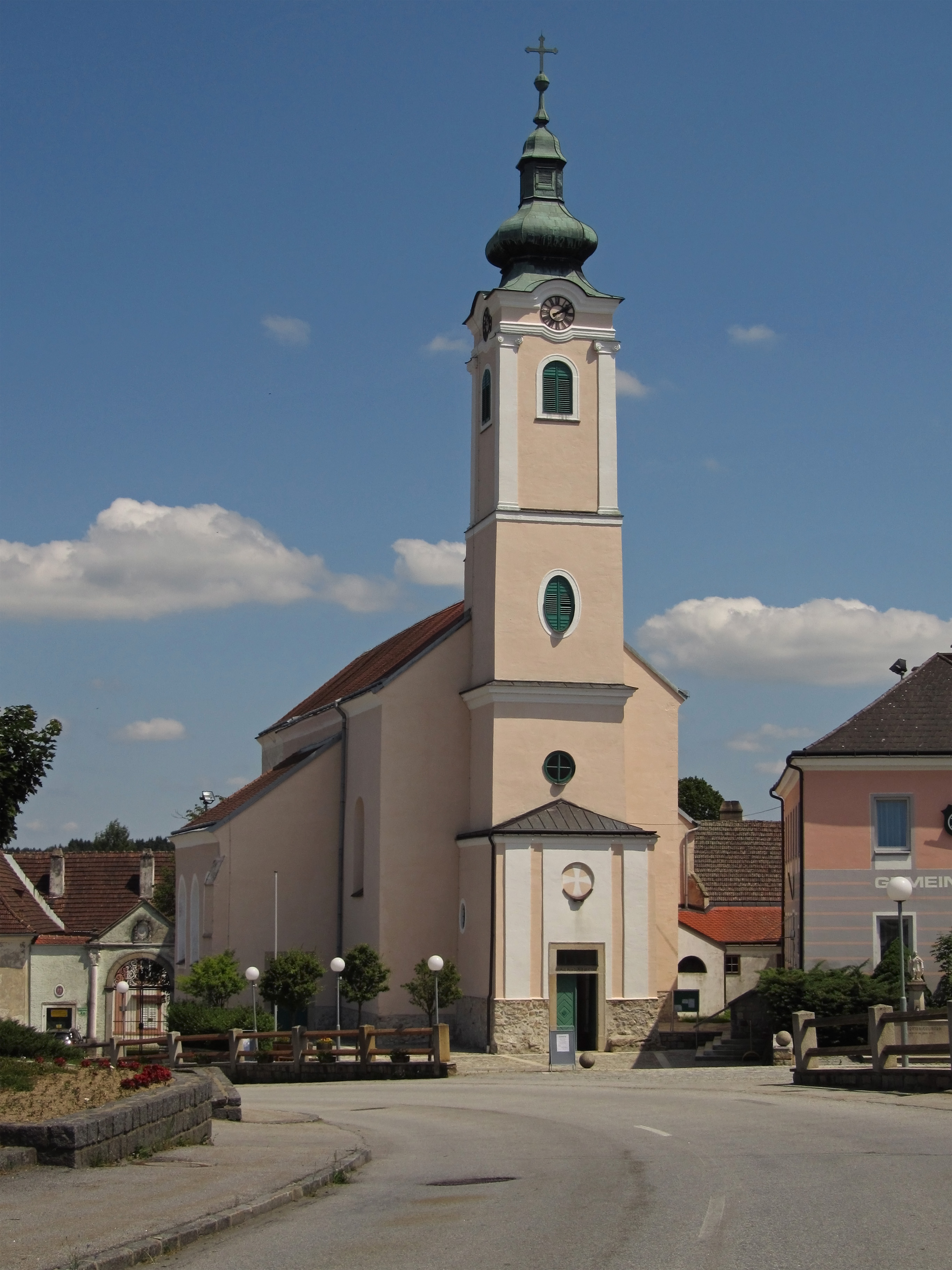
Eisgarner Stiftskirche

Das Kollegiatstift Eisgarn, auch Propstei Eisgarn genannt, war ein Chorherrenstift in Eisgarn im nördlichen Waldviertel in Niederösterreich. Im nördlichsten Teil von Niederösterreich, nahe Heidenreichstein liegt das kleinste Stift Österreichs. Ein kirchen- und landesgeschichtliches Kuriosum seit seiner Gründung, ist Eisgarn dennoch seit dem 20. Jahrhundert als Stift fast in Vergessenheit geraten. Heute ist Eisgarn eine Realpropstei, der Propst (ein reiner Ehrentitel) wird vom Diözesanbischof ernannt, es gibt kein Stiftskapitel mehr.

## Geschichte

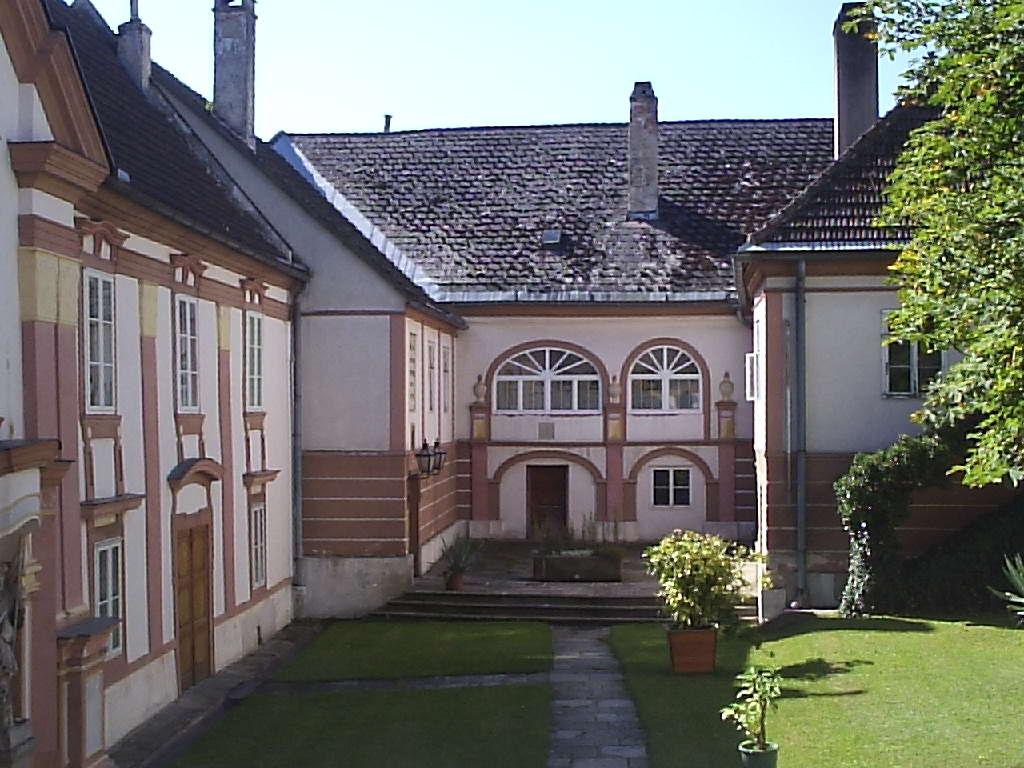
Stiftshof

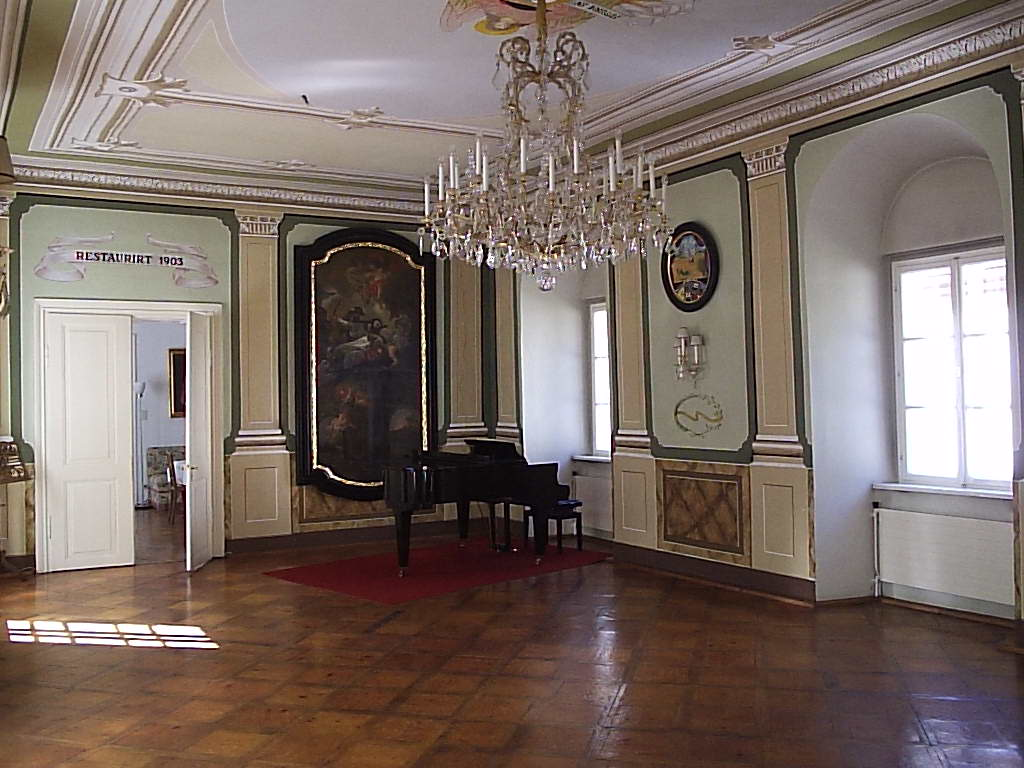
Festsaal

Die bewegte Geschichte des Stiftes beginnt 1330, als Johann von Klingenberg, Graf von Litschau, eine kleine Marienkirche im Dorf vergrößert und mit Zustimmung des Passauer Bischofs zum Standort eines Kollegiatstiftes bestimmt. Hier verwirklichte Johann sein Prestigeprojekt: ein kleines Stift für sechs Chorherren mit einem Propst als Stiftsvorstand wurde gestiftet – dem guten Ton der damaligen Zeit entsprechend. Johann von Klingenberg wusste offenbar Kultur zu schätzen. 
Nach dem Tod Heinrichs, des letzten Herren von Klingenberg zu Litschau, der 1346 mit König Johann von Böhmen (aus dem Haus Luxemburg) in der Schlacht von Crécy gefallen war, wurde der „edle Herr Albero von Puchheim, oberster Truchsess in Österreich“, von Propst Konrad und vom Konvent zum Erbvogt des Kollegiatstifts Eisgarn gewählt und am 12. Juli 1357 von dessen Nachfolger Propst Stephan und vom Konvent als Erbvogt und zweiter Stifter bestätigt. Zugleich wurde ihm auch das Präsentationsrecht für den Propst und für neu zu bestellende Chorherren verbrieft. Das Stift wurde verpflichtet, einen Schulmeister anzustellen. Die Schule besteht bis heute und ist eine der ältesten Volksschulen Niederösterreichs. Die erste urkundliche Erwähnung erfolgte im Jahr 1393.
Die Musik wurde geschätzt und gepflegt, wer als Chorherr eintreten wollte, musste ein guter Sänger sein. Im Lauf der Jahrhunderte wirkten hier auch einige begabte Komponisten und Organisten. Heute ist das Stift eine Pflegestätte zeitgenössischer Musik.
Das 15. und 16. Jahrhundert mit seinen Glaubenskriegen und den Unruhen der Reformation taten dem Stift nicht gut. Zweifelhafte Persönlichkeiten nützten die Wirren der Zeit für ihre unglücklichen Umtriebe. Propst Johann Reichermuet war einer von ihnen. Nachdem er sich einige Jahre auf Kosten des Stiftes bereichert hatte, legte er sein Amt nieder und ging nach Raabs. Im Dezember 1563 hat er dann seinen Nachfolger Propst Anton Rubeis nachts in dessen Kammer erschossen. Nachdem man ihn in Untersuchungshaft genommen hatte, verstarb er dort unter mysteriösen Umständen.
Wie in fast allen Stiften, gab es in dieser Zeit (fast) keine Priester mehr in den Konventen.
Da der Erzherzog Österreichs (und römisch-deutsche Kaiser) das Recht für sich in Anspruch nahm, die Eisgarner Pröpste zu wählen, gelangten auch bedeutende Persönlichkeiten zur Eisgarner Propstwürde. Propst Heinrich Fastroyer (1624–1665) war zugleich Weihbischof und Generalvikar der k.u.k. Feldlager (entspricht den heutigen Militärbischof), Propst Ignaz Freiherr von Rodt (1750–1768) war Fürstbischof von Konstanz und Kardinal, residierte aber kaum in Eisgarn und ließ sich durch Propstkoadjutor Ferdinand Graf von Herberstein (1755–1774) vertreten, der selbst seit 1760 zugleich Bischof von Triest war.
Seit dem 16. Jahrhundert waren die Eisgarner Pröpste Landstände, das heißt, sie bildeten zusammen mit dem Adel und den anderen Prälaten ein Gremium, das gemeinsam mit dem Landesfürsten das Land Österreich unter der Enns regierte. Bis zum Ende der österreichischen Monarchie 1918 waren die Pröpste als Vertreter des niederösterreichischen Weltklerus mit Sitz und Stimme im Niederösterreichischen Landhaus vertreten. Geblieben ist seit 1918 lediglich der Titel Niederösterreichischer Prälat.
Um die Einkünfte der vom Kaiser ernannten Pröpste nicht zu schmälern, wurden seit dem 17. Jahrhundert die Chorherrenstellen nicht mehr besetzt. Das Collegium bestand also nur mehr aus dem Propst, der meistens aber doch einige Priester wenigstens als Vikare zur Seite hatte. Ähnlich einer weltlichen GmbH genügt zum Fortbestand eines kirchlichen Collegiums eine Person.
Nach den Denkwürdigkeiten der Eisgarner Geschichte kam es 1937 zu dem kuriosen Fall, dass Propst Stephan Biedermann (1937–1976) von der Regierung der österreichischen Republik ernannt wurde. Die Republik betrachtete sich als Rechtsnachfolgerin des Kaisers.
Bischof Klaus Küng hat mit Dekret vom 4. Mai 2009 das Kollegiatkapitel des Stiftes Eisgarn aufgehoben und in eine Realpropstei umgewandelt.

## Stiftskirche

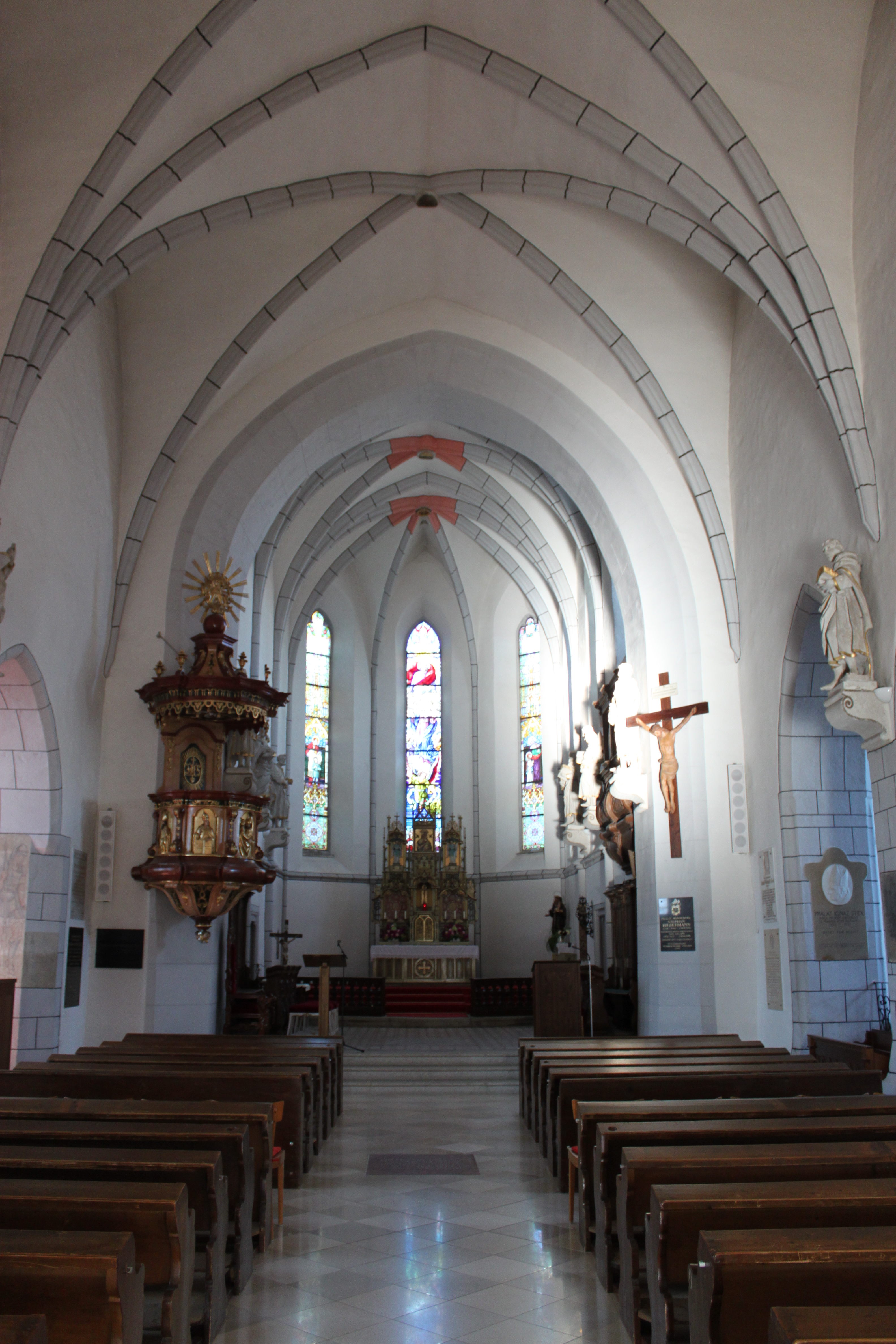
Innenraum der Stiftskirche

Im Jahre 1999 konnte eine umfangreiche Generalsanierung der Fassade der Kirche durchgeführt werden. Von der romanischen Substanz der urkundlich erstmals 1294 genannten Kirche sind nur mehr Spuren festgestellt worden. Nach dem zweischiffigen frühgotischen Ausbau folgte in der Spätgotik die Hinzufügung eines kleineren südlichen Seitenschiffs. Im Inneren konnte der gesamte Putz aus dem späten 15. Jahrhundert freigelegt werden.
Im Barock wurde an das Westwerk ein Turm angebaut. Oberster Grundsatz der Renovierungsarbeiten war die Wiederherstellung des historischen Erscheinungsbildes unter Verwendung von mehrjährig abgelagertem Marmorsumpfkalk und natürlicher Farbpigmente.
Die kleine Stiftskirche zählt nunmehr zu den schönsten frühgotischen Kirchen des Waldviertels.

## Kunst und Kultur: Waldviertler Stiftskonzerte
Der Kulturauftrag des Stifters Johann von Klingenberg wird heute in einer besonderen Weise erfüllt. Nicht nur Gottfried von Einem war Freund und Gast des Stiftes, sondern eine ganze Reihe bedeutender österreichischer Komponisten kommen und kamen zur Aufführung ihrer Werke nach Eisgarn: Balduin Sulzer, Werner Pichner, Augustinus Franz Kropfreiter, Herbert Lauermann, Horst Ebenhöh, Ferdinand Weiss, Ulf-Diether Soyka, Heinrich Gattermeyer, Johann Sengstschmid u. a. Die jährliche Konzertreihe Waldviertler Stiftskonzerte in der Propstei Eisgarn ist seit mehr als 25 Jahren fixer Bestandteil der Waldviertler Kulturszene. Im Jahre 2007 wurde der Verein der Freunde des Kollegiatstiftes Eisgarn gegründet, dessen Aufgabe darin besteht, die kulturellen Tätigkeiten des Stiftes zu fördern.

## Liste der Pröpste von Eisgarn
| Pröpste der Frühzeit - 1. Konrad (1330) - 2. Stephan I. (1357) - 3. Rudolf (1380) - 4. Georg (1393) - 5. Nikolaus I. (1410) - 6. Johann I. (1413) Pröpste während/nach der Hussitenzeit - 7. Wolfgang I. (1431) - 8. (unbekannt - 1452) - 9. Johann II. (1479) - 10. Johann III. Payerl (1490) - 11. Johann IV. Tröstl (1525) - 12. Leonhard (1530–1536) - 13. Wolfgang II. (1538–1542) Pröpste in der Reformationszeit und der Bauernkriege - 14. Martin Meixner (1544) - 15. Gabriel Leisentritt (1550) - 16. Johann V. Reichermuet (1554–1560) - 17. Anton Rubeis (1563) - 18. Wolfgang III. Schneck (1564–1565) - 19. Wilhelm I. Eyring (1565–1567) - 20. Sebastian Ziegler (1568–1570) - 21. Ulrich I. Kaiser (1570–1576) - 22. Alexandrin von Neustein (1577–1578) - 23. Nikolaus II. Leeb (1578–1580) - 24. Cornelius von Cautere (1580–1597) |  | Pröpste im Dreißigjährigen Krieg - 25. Mathias Kielnhofer (1599–1600) - 26. Wilhelm II. Freiherr von Zinzendorff (1601–1614) - 27. Bernhard Tinnecken (1614–1621/2) - 28. Jakob Molitor (1621/2–1624) - 29. Heinrich I. Fastroyer (1624–1665) - 30. Laurenz Rudawsky (Propstkoadjutor) (1662–1665) Pröpste in der Barockzeit - 31. Ezechiel Ludwig Vogel (1665–1699) - 32. Wilhelm III. Graf von Leslie (1700–1703) - 33. Ferdinand von Albrechtsburg (1703–1705) - 34. Joseph von Pallingen (1706–1750) - 35. Ignaz Freiherr von Rodt (1750–1768) - 36. Ferdinand von Herberstein (Propstkoadjutor) (1755–1774) - 37. Joseph II. Strohmayer (1775–1814) Pröpste von der Neuzeit bis zur Gegenwart - 38. Achaz Freiherr von Stiebar (1815–1855) - 39. Ignaz II. Beck (1855–1872) - 40. Leopold Kuchlbacher (1873–1875) - 41. Heinrich II. Klomillner (1876–1886) - 42. Joseph III. Wiesinger (1887–1899) - 43. Karl Gerstl (1900–1907) - 44. Ignaz III. Stidl (1907–1937) - 45. Stephan II. Biedermann (1937–1976) - 46. Ulrich II. Küchl (1976–2009) - 47. Andreas Lango (2009-) |